# Jax Jones
Pour les articles homonymes, voir Jones.
Jax Jones, de son vrai nom Timucin Lam, né le 25 juillet 1987 à Londres, est un musicien et producteur de musique électronique britannique.
Il se fait connaitre grâce à sa participation sur le titre I Got U (2014) du musicien Duke Dumont. Il obtient par la suite le succès avec son single You Don't Know Me (2016) avec la chanteuse Raye, suivi de Instruction (en) (2017) avec la chanteuse Demi Lovato et la rappeuse Stefflon Don.
Depuis 2019, il forme également le duo Europa avec le DJ Martin Solveig.
Ses morceaux sont reconnaissables grâce à la phrase "What you what you gon' do" au début de chacun de ses titres.

## Discographie

### Albums studio
| Titre              | Détails                                                                                     | Positions | Positions | Positions | Positions | Positions | Positions |
| Titre              | Détails                                                                                     | R-U       | R-U Dance | BEL (FL)  | IRE       | NOR       | P-B       |
| ------------------ | ------------------------------------------------------------------------------------------- | --------- | --------- | --------- | --------- | --------- | --------- |
| Snacks (Supersize) | - Sortie: 6 Septembre 2019 - Label: Polydor, Universal - Formats: Téléchargement, Streaming | 9         | 1         | 38        | 10        | 17        | 42        |

### Singles

#### Artiste principal
| Titre                                                                         | Année | Positions | Positions | Positions | Positions | Positions | Positions | Positions | Positions | Positions | Positions | Positions | Certifications | Album                 |
| Titre                                                                         | Année | R-U       | ÉCO       | ALL       | AUT       | BEL (FL)  | BEL (WAL) | FRA       | IRE       | P-B       | SUE       | SUI       | Certifications | Album                 |
| ----------------------------------------------------------------------------- | ----- | --------- | --------- | --------- | --------- | --------- | --------- | --------- | --------- | --------- | --------- | --------- | --- | --------------------- |
| Go Deep                                                                       | 2013  | —         | —         | —         | —         | —         | —         | —         | —         | —         | —         | —         | |                       |
| Yeah Yeah Yeah                                                                | 2015  | —         | —         | —         | —         | —         | —         | —         | —         | —         | —         | —         | |                       |
| House Work (featuring Mike Dunn & MNEK)                                       | 2016  | 85        | 60        | —         | —         | —         | —         | —         | 92        | —         | —         | —         | - BPI: Argent | Snacks (Supersize)    |
| You Don't Know Me (featuring Raye)                                            | 2016  | 3         | 3         | 3         | 7         | 2         | 2         | 6         | 3         | 9         | 6         | 5         | - BPI: 2× Platine - ARIA: 2× Platine - BEA: 2× Platine - BVMI: 3× Or - FIMI: 3× Platine - GLF: 2× Platine - MC: 2× Platine - SNEP: Diamant | Snacks (Supersize)    |
| Instruction (featuring Demi Lovato & Stefflon Don)                            | 2017  | 13        | 10        | 31        | 66        | 37        | 23        | 145       | 29        | 50        | 94        | —         | - BPI: Platine - ARIA: Or - BVMI: Or - FIMI: Or - GLF: Or - MC: Or - SNEP: Or                                                              | Snacks (Supersize)    |
| Breathe (featuring Ina Wroldsen)                                              | 2017  | 7         | 5         | 15        | 14        | 14        | 6         | 69        | 4         | 51        | —         | 13        | - BPI: Platine - ARIA: Platine - BEA: Or - BVMI: Or - FIMI: Or - MC: Platine                                                               | Snacks (Supersize)    |
| Ring Ring (featuring Mabel & Rich the Kid)                                    | 2018  | 12        | 9         | —         | —         | —         | 36        | —         | 15        | —         | —         | —         | - BPI: Or | Snacks (Supersize)    |
| Play (avec Years and Years)                                                   | 2018  | 8         | 9         | —         | —         | —         | 46        | 169       | 19        | —         | —         | —         | - BPI: Or | Snacks (Supersize)    |
| One Touch (avec Jess Glynne)                                                  | 2019  | 19        | 8         | —         | —         | —         | —         | —         | 28        | —         | —         | 88        | - BPI: Or | Snacks (Supersize)    |
| Harder (avec Bebe Rexha)                                                      | 2019  | 23        | 12        | —         | —         | —         | —         | 83        | 24        | —         | 64        | —         | - BPI: Or - ARIA: Or | Snacks (Supersize)    |
| Jacques (avec Tove Lo)                                                        | 2019  | 67        | —         | —         | —         | —         | —         | —         | 65        | —         | 61        | —         | | Snacks (Supersize)    |
| This Is Real (featuring Ella Henderson)                                       | 2019  | 9         | 3         | —         | —         | —         | —         | —         | 14        | —         | —         | —         | - BPI: Platine | Snacks (Supersize)    |
| I Miss U (avec Au/Ra)                                                         | 2020  | 25        | 17        | 88        | —         | —         | —         | —         | 32        | —         | —         | —         | - BPI: Argent - ARIA: Platine |                       |
| Feels                                                                         | 2021  | —         | —         | —         | —         | —         | —         | —         | —         | —         | —         | —         | | Deep Joy              |
| Crystallise (featuring Jem Cooke)                                             | 2021  | —         | —         | —         | —         | —         | —         | —         | —         | —         | —         | —         | | Deep Joy              |
| Out Out (avec Joel Corry featuring Charli XCX & Saweetie)                     | 2021  | 6         | —         | 20        | 35        | —         | 17        | 109       | 2         | 20        | 88        | 32        | - BPI: Platine - ARIA: Or - BVMI: Or - FIMI: Or - SNEP: Or                                                                                 | Another Friday Night  |
| Phases (avec Sinead Harnett)                                                  | 2021  | —         | —         | —         | —         | —         | —         | —         | —         | —         | —         | —         | | Pokémon 25: The Album |
| The Don (avec System Inc. & Stefflon Don)                                     | 2021  | —         | —         | —         | —         | —         | —         | —         | —         | —         | —         | —         | |                       |
| Where Did You Go? (featuring MNEK)                                            | 2022  | 7         | —         | 27        | 50        | 7         | 15        | 79        | 5         | 20        | —         | 45        | - BPI: Platine - ARIA: Platine - BVMI: Or - FIMI: Or - SNEP: Or                                                                            |                       |
| Good Luck (avec Mabel & Galantis)                                             | 2022  | 45        | —         | —         | —         | —         | —         | —         | 50        | —         | —         | —         | | About Last Night...   |
| Don't Stop Movin' (avec Act One)                                              | 2022  | —         | —         | —         | —         | —         | —         | —         | —         | —         | —         | —         | |                       |
| Whistle (featuring Calum Scott)                                               | 2023  | 14        | —         | 59        | 59        | 25        | —         | —         | 17        | 32        | —         | —         | - BPI: Or |                       |
| Me and My Guitar (avec Fireboy DML)                                           | 2023  | —         | —         | —         | —         | —         | —         | —         | —         | —         | —         | —         | |                       |
| Need You Now (avec D.O.D)                                                     | 2023  | —         | —         | —         | —         | —         | —         | —         | —         | —         | —         | —         | |                       |
| Won't Forget You (avec D.O.D featuring Ina Wroldsen)                          | 2023  | 28        | —         | —         | —         | —         | —         | —         | —         | —         | —         | —         | - BPI: Argent |                       |
| Forever (avec RobbieG)                                                        | 2023  | —         | —         | —         | —         | —         | —         | —         | —         | —         | —         | —         | |                       |
| Never Be Lonely (avec Zoe Wees)                                               | 2024  | 41        | —         | 44        | —         | —         | —         | —         | 81        | —         | —         | —         | - BPI: Argent |                       |
| Perfect (Exceeder) (avec Mason vs. Princess Superstar)                        | 2024  | —         | —         | —         | —         | —         | —         | —         | —         | —         | —         | —         | |                       |
| Tonight (D.I.Y.A.) (avec Joel Corry & Jason Derulo)                           | 2024  | —         | —         | —         | —         | —         | —         | —         | —         | —         | —         | —         | |                       |
| Love the Way You Lie (avec Azteck featuring Norma Jean Martine)               | 2024  | —         | —         | —         | —         | —         | —         | —         | —         | —         | —         | —         | |                       |
| "—" signifie que le titre n'est pas sorti ou ne s'est pas classé dans le pays |       |           |           |           |           |           |           |           |           |           |           |           | |                       |

#### Sous Europa (avecMartin Solveig)
| Titre                                                                         | Année | Positions | Positions | Positions | Positions | Positions | Positions | Positions | Positions | Positions | Certifications                                | Album              |
| Titre                                                                         | Année | R-U       | ÉCO       | ALL       | AUT       | BEL (WAL) | FRA       | IRE       | P-B       | SUI       | Certifications                                | Album              |
| ----------------------------------------------------------------------------- | ----- | --------- | --------- | --------- | --------- | --------- | --------- | --------- | --------- | --------- | --------------------------------------------- | ------------------ |
| All Day and Night (featuring Madison Beer)                                    | 2019  | 10        | 7         | 85        | 60        | 14        | 69        | 7         | 74        | 77        | - BPI: Platine - FIMI: Or - MC: Or - SNEP: Or | Snacks (Supersize) |
| Tequila (featuring Raye)                                                      | 2020  | 21        | 14        | —         | —         | —         | 172       | 19        | —         | —         | - BPI: Or                                     |                    |
| Lonely Heart (featuring Gracey)                                               | 2022  | 70        | —         | —         | —         | —         | —         | 97        | —         | —         |                                               |                    |
| "—" signifie que le titre n'est pas sorti ou ne s'est pas classé dans le pays |       |           |           |           |           |           |           |           |           |           |                                               |                    |

#### Artiste en featuring
| Titre                                     | Année | Positions | Positions | Positions | Positions | Positions | Positions | Positions | Positions | Positions | Positions | Positions | Certifications                                                           | Album |
| Titre                                     | Année | R-U       | ÉCO       | ALL       | AUT       | BEL (FL)  | BEL (WAL) | FRA       | IRE       | P-B       | SUE       | SUI       | Certifications                                                           | Album |
| ----------------------------------------- | ----- | --------- | --------- | --------- | --------- | --------- | --------- | --------- | --------- | --------- | --------- | --------- | ------------------------------------------------------------------------ | ----- |
| I Got U (Duke Dumont featuring Jax Jones) | 2014  | 1         | 2         | 22        | 19        | 14        | 32        | 35        | 1         | 47        | 6         | 23        | - BPI: Platine - ARIA: Platine - BVMI: Or - FIMI: Platine - IFPI DEN: Or | EP1   |

### Remixes
- 2014 : Duke Dumont - Won't Look Back (Jax Jones Remix)
- 2014 : London Grammar - If You Wait (Jax Jones Remix)
- 2014 : Paloma Faith - Ready for the Good Life (Jax Jones Remix)
- 2015 : Tove Lo - Talking Body (Jax Jones Remix)
- 2015 : Years and Years - Shine (Jax Jones Remix)
- 2015 : Lion Babe - Impossible (Jax Jones Remix)
- 2015 : Ellie Goulding - On My Mind (Jax Jones Remix)
- 2016 : Missy Elliott featuring Pharrell Williams - WTF (Where They From) (Jax Jones Remix)
- 2016 : Jax Jones featuring Mike Dunn & MNEK - House Work (Jax Jones Carnival VIP)
- 2016 : Charli XCX featuring Lil Yachty - After the Afterparty (Jax Jones Remix)
- 2017 : Tieks featuring Chaka Khan & Popcaan - Say a Prayer (Jax Jones Remix)
- 2018 : MC Fioti & Future & J. Balvin & Stefflon Don & Juan Magán - Bum Bum Tam Tam (Jax Jones Remix)
- 2019 : Mark Ronson featuring Lykke Li - Late Night Feelings (Jax Jones Midnight Snacks Remix)
- 2019 : Jax Jones featuring Ella Henderson - This Is Real (Jax Jones Midnight Snacks Remix)
- 2020 : Endor - Pump It Up! (Jax Jones Midnight Snacks Remix)
- 2020 : Doja Cat - Say So (Jax Jones Midnight Snacks Remix)
- 2020 : Dua Lipa - Break My Heart (Jax Jones Midnight Snacks Remix)
- 2020 : Ella Henderson - Take Care of You (Jax Jones Midnight Snacks Remix)
- 2021 : Miley Cyrus featuring Dua Lipa - Prisoner (Jax Jones Remix)
- 2021 : Diana Ross - Thank You (Jax Jones Remix)
- 2021 : Georgia & David Jackson - Get Me Higher (Jax Jones Remix)
- 2021 : Ed Sheeran - Shivers (Jax Jones Remix)
- 2022 : Jax Jones featuring MNEK - Where Did You Go? (Midnight Snacks Remix)
- 2022 : Halsey - So Good (Jax Jones Remix)
- 2022 : A1 x J1 & Mae Muller - Night Away (Dance) (Jax Jones Remix)
- 2022 : Raffa FL - Ritmo (Jax Jones Midnight Snacks Remix)
- 2022 : Ellie Goulding - Easy Lover (Jax Jones Remix)
- 2022 : Tove Lo - 2 Die 4 (Jax Jones Midnight Snacks Remix)
- 2022 : George Ezra - Dance All Over Me (Jax Jones Remix)
- 2023 : Kylie Minogue - Padam Padam (Jax Jones Remix)
- 2023 : Jax Jones & Fireboy DML - Me and My Guitar (Midnight Snacks Remix)
- 2023 : Tomorrow X Together & Jonas Brothers - Do It Like That (Jax Jones Remix)
- 2023 : Jazzy - Feel It (Jax Jones Remix)
- 2023 : Usher & Summer Walker & 21 Savage - Good Good (Jax Jones Midnight Snacks Remix)
- 2023 : Ado - Show (Jax Jones Remix)
- 2024 : Robin Schulz & Topic featuring Oaks - One by One (Jax Jones Remix)
- 2024 : Modelki - Chyba że z Tobą (Jax Jones Remix)
- 2024 : Cascada - Ain't No Mountain High Enough (Jax Jones Remix)
- 2024: Jaxomy & Agatino Romero & Raffaella Carrà - Pedro (Jax Jones Remix)